# Prowincja Illizi
Prowincja Illizi (arab. ولاية اليزي) – jedna z 48 prowincji Algierii, znajdująca się we wschodniej części kraju.